# Castello di Brissogne
Il castello di Brissogne è un castelli della Valle d'Aosta in rovina, nella frazione Luin (località La Templaz) del comune di Brissogne. Nel patois brèissognèn, è chiamato la tôo (= la torre), la tornalla oppure lo doundjoùn (= il dongione).

## Storia
Il castello di Brissogne venne costruito nel XIII secolo dai signori di Quart che scelsero l'altura su cui sorge come punto strategico per il controllo dell'area. All'estinzione della casata nel 1378, il castello passò ai conti di Savoia che lo infeudarono nel 1405 a Thibault de Montagny, marito di Marguerite, unica figlia di Henri de Quart, ultimo erede dell'antica casata. Il castello passò quindi in eredità ad Amédée Genève-Lullin nel 1502, quindi a Gaspar de La Ravoire.

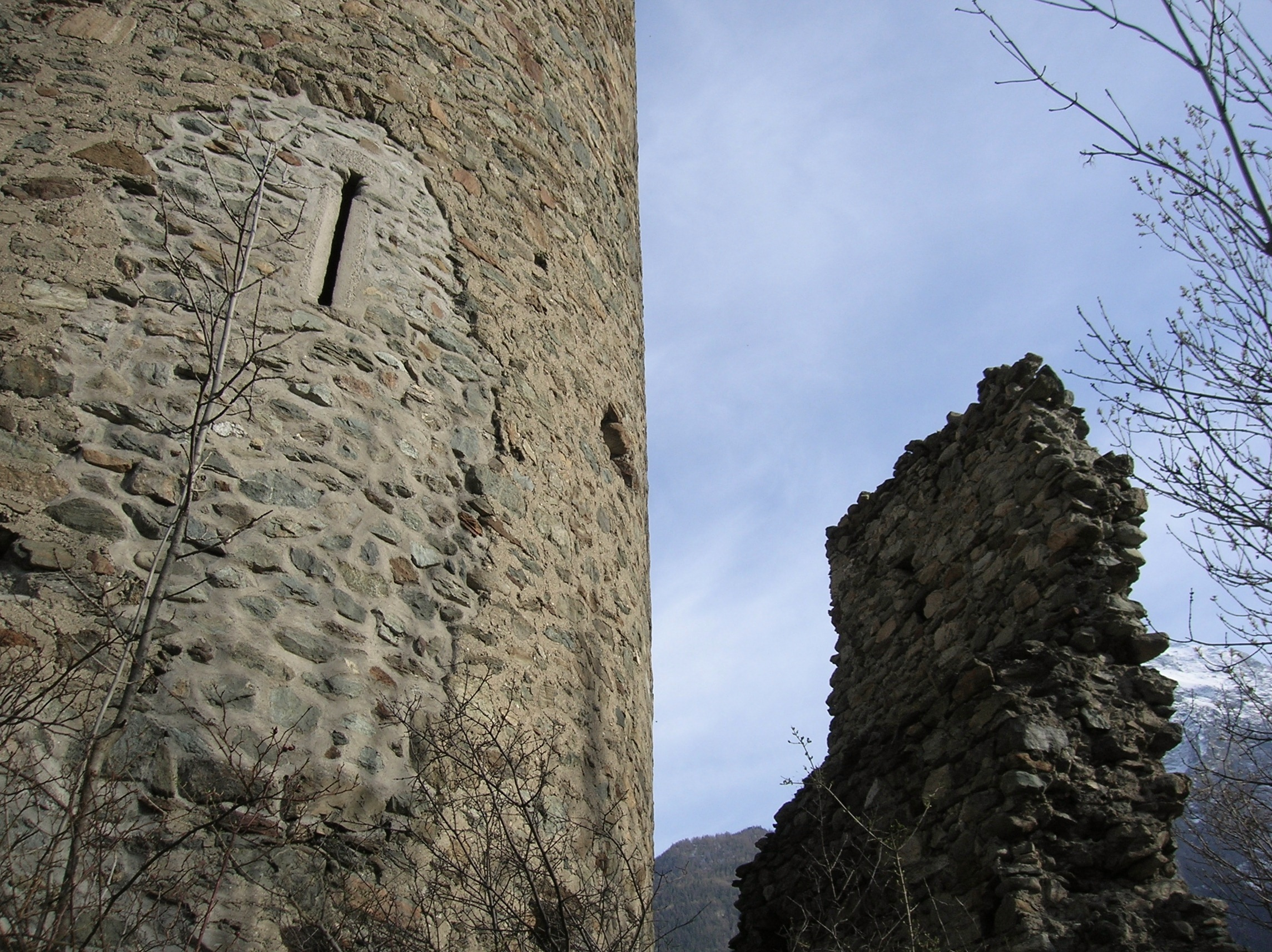
Dettaglio di feritoia della torre e rudere di muro.

Successivamente nel 1700 il complesso venne venduto alla nobile famiglia D'Avise, che però si disinteressò a tal punto della fortificazione, che ormai aveva perso ogni scopo strategico, che il castello crollò definitivamente nel 1776 e non venne mai più ricostruito.
Attualmente il castello è ridotto a rudere: ciò che rimane dell'antica struttura sono un'antica torre di forma cilindrica (il mastio centrale) e alcuni resti delle mura.